# 내일을 기다려
〈내일을 기다려〉은 대한민국의 가수 박강성의 노래이다. 1992년 박강성 2집 《내일을 기다려》에 실린 노래로 당시 그 해 각종 가요 차트 1위를 기록했으며 MBC 10대 가수 가요제 최고인기가요상, 최고인기가수상, KBS 가요대상에서 본상을 수상하며 인기를 얻었다.
이 노래는 걸스데이 등 많은 가수들이 리메이크 하기도 하였으며, 2015년에는 부산시립국악관현악단과의 협연 콘서트에서 국악 버전을 선보이기도 했다.

## 같이 보기
- 박강성